# Paleolit górny
Paleolit górny – okres w historii ludzkości, trwający od ok. 50–40 tys. do ok. 14–10 tys. lat p.n.e.
W paleolicie górnym pojawiły się neoantropy (Homo sapiens fossilis) odpowiadające zarówno pod względem budowy fizycznej jak i potencjalnych możliwości umysłowych człowiekowi współczesnemu.
Nastąpił wówczas gwałtowny rozwój technik krzemieniarskich, rozkwitł przemysł rogowy i kościany, rozpoczęto stosowanie wyszukanych strategii myśliwskich i nowych form budownictwa mieszkalnego. Powstała sztuka, plastyka figuralna, zdobnictwo i ornamentacja na narzędziach.